# Leptotarsus (Tanypremna) phylax
Leptotarsus (Tanypremna) phylax is een tweevleugelige uit de familie langpootmuggen (Tipulidae). De soort komt voor in het Neotropisch gebied.